# Swamp Thing (groupe)
 (février 2014).
Si vous disposez d'ouvrages ou d'articles de référence ou si vous connaissez des sites web de qualité traitant du thème abordé ici, merci de compléter l'article en donnant les références utiles à sa vérifiabilité et en les liant à la section « Notes et références ».
Pour les articles homonymes, voir Swamp Thing (homonymie).
Swamp Thing est un groupe de blues rock néo-zélandais, originaire de Rotorua. Il est formé par Michael Barker (ancien batteur du John Butler Trio) et Grant Haua.

## Discographie
- 2011 : Balladeer
- 2013 : Primordium[1]
- 2015 : Let's Get Live